# 모판어
모판어(Mopan) 또는 모판 마야어는 마야어족의 유카텍어파에 속한 언어이다. 과테말라 페텐주와 벨리즈 마야산맥에 사는 모판족이 사용한다. 과테말라에는 모판어 사용자가 3 ~ 4천 명 있고 벨리즈에는 6 ~ 8천 명이 있다.
유카텍어파에 속한 다른 언어로는 유카텍 마야어, 라칸돈어, 이차어가 있다. 모판어는 적어도 지금으로부터 천 년 전에 다른 유카텍어파 언어들로부터 갈라져 나온 것으로 여겨진다.

## 분포
모판어가 주된 언어로 쓰이는 마을로는 과테말라의 산루이스, 폽툰, 멜초르데멩코스, 돌로레스, 또 벨리즈 톨레도의 산안토니오 등이 있다.

## 문법

### 어순
모판어의 기본 어순은 VOS형이지만 SVO형 어순도 흔히 쓰인다.

## 음운론

### 자음
모판어의 자음 음소는 다음과 같다.
|        |               | 순음 | 설정음 | 설정음 | 경구개음 | 연구개음 | 성문음 |
| ------ | ------------- | ---- | ------ | ------ | -------- | -------- | ------ |
| 비음   | 비음          | m    | n      | n      |          |          |        |
| 파열음 | 무성 / 유성   | p ɓ  | t ɗ    | t ɗ    |          | k g*     | ʔ      |
| 파열음 | 방출음        | pʼ   | tʼ     | tʼ     |          | kʼ       |        |
| 파찰음 | 기본 / 방출음 |      | ts tsʼ | tʃ tʃʼ |          |          |        |
| 마찰음 | 마찰음        | f*   | s      | ʃ      |          |          | h      |
| 접근음 | 접근음        |      | l      | l      | j        | w        |        |
| 탄음   | 탄음          |      | ɾ      | ɾ      |          |          |        |

일부 출처는 연구개 비음 [ŋ]이 모판 마야어에서 쓰인다고 주장한다.
* [g]와 [f]는 스페인어 차용어에만 나타나며 모판어 고유 어휘에는 나타나지 않는다.

### 모음
모판어의 모음 음소는 다음과 같다.
|        | 전설      | 중설      | 후설 |
| ------ | --------- | --------- | ---- |
| 고모음 | i~ɪ iː~ɪː |           | u ː  |
| 중모음 | ɛ~e ɛː~eː | ɘ ː       | o ː  |
| 저모음 |           | a~ɑ aː~ɑː |      |

## 참고 문헌
- Dienhart, John M. (1989). 《The Mayan Languages: A Comparative Vocabulary》. Odense, Denmark: Odense University Press. ISBN 8774927221.
- Hofling, Charles Andrew (2011). 《Mopan Maya–Spanish–English Dictionary》. Salt Lake City, Utah: University of Utah Press. ISBN 1607810298.
- Kaufman, Terrence (1976). 《Proyecto de Alfabetos y Ortografías para Escribir las Lenguas Mayances》 (스페인어). Antigua Guatemala: Proyecto lingüístico Francisco Marroquín.
- Mwakikagile, Godfrey (2010). 《Belize and Its People: Life in A Multicultural Society》. Continental Press. ISBN 9987932215.